# Leucophenga flavohalterata
Leucophenga flavohalterata är en tvåvingeart som beskrevs av Malloch 1925. Leucophenga flavohalterata ingår i släktet Leucophenga och familjen daggflugor. Inga underarter finns listade i Catalogue of Life.